# Trosartiklerne (Frelsens Hær)
 For alternative betydninger, se Trosartikel (flertydig).
Trosartiklerne eller læresætningerne er 11 kortfattede religiøse læresætninger, som blev formuleret i 1878. Alle medlemmer af Frelsens Hær skriver under på disse læresætninger ved indmeldelsen. I læresætningerne bekræftes troen på Bibelen, den treenige Gud (Gud Fader, Jesus Kristus og Helligånden, at mennesket faldt fra en uskyldig til en skyldig tilstand, at Jesus sonede for hele verdenens synder, at frelse kræver anger, tro og genfødsel ved Helligånden, at sjælen er udødelig, dommedag, himmel og helvede.